# Ignacio
Ignacio, född 1828, död 1913, stamhövding över en grupp av utefolket. I sin ungdom ledde han krig i Colorado och New Mexico. En ort i Colorado, Ignacio har fått sitt namn efter honom.

## Fotnoter
1. ↑  Find a Grave, Find A Grave-ID: 13867298, läs online, läst: 9 oktober 2017.[källa från Wikidata]